# Maciej Sołtyk (wojewoda)
Maciej Sołtyk herbu Sołtyk (ur. 9 lutego 1720, zm. 31 marca 1802) – generał lejtnant wojsk koronnych, wojewoda sandomierski od 1774 roku, kasztelan sandomierski w latach 1761–1774, podkomorzy sandomierski w latach 1757–1761, konsyliarz Rady Nieustającej w 1775 roku, duktor województwa sandomierskiego w 1764 roku.

## Życiorys
Syn kasztelana sandomierskiego Michała Aleksandra Sołtyka i Józefy z Makowieckich h. Pomian, brat miecznika sandomierskiego Józefa i kasztelana wiślickiego Tomasza.
Był trzykrotnie żonaty. Z pierwszego małżeństwa z Anną Karską h. Jastrzębiec urodził się syn Józef Jakub, późniejszy kanonik płocki. Z drugiego małżeństwa z Anną Dembińską h. Rawicz urodziły się córki Katarzyna i Urszula. Trzecią żoną była Koczowska h. Jastrzębiec, która zmarła bezpotomnie. Nie wiadomo, z którą żoną miał córkę Konstancję, oddaną do zakonu franciszkanek.
Od 1737 w wojsku I Rzeczypospolitej. W 1750 mianowany pułkownikiem regimentu konnego województw krakowskiego i sandomierskiego. W 1752 uzyskał patent generała-majora, w 1756 generała-lejtnanta. W latach 1750, 1760 i 1762 wybierany posłem na Sejm z województwa sandomierskiego. Poseł koronny na sejm 1758 roku z województwa inflanckiego. W 1764 roku był elektorem Stanisława Augusta Poniatowskiego z województwa sandomierskiego. W 1764 roku został wyznaczony senatorem rezydentem. Komisarz Komisji Dobrego Porządku województwa sandomierskiego.
Na Sejmie Rozbiorowym 1773-1775 został wybrany przez króla Stanisława Augusta Poniatowskiego do Rady Nieustającej.
Członek konfederacji Andrzeja Mokronowskiego w 1776 roku. W 1780 roku został wyznaczony przez sejm na sędziego sejmowego z senatu na pierwszą kadencję przypadającą na 1 lutego 1781 roku.
Niektóre źródła podają, że jako wojewoda sandomierski był członkiem konfederacji Sejmu Czteroletniego, jednak Volumina Legum T. IX (Kraków 1889) nie wymienia Macieja Sołtyka pośród wojewodów, którzy złożyli akces do konfederacji generalnej. W 1790 roku był członkiem Komisji Porządkowej Cywilno-Wojskowej dla powiatów sandomierskiego i wiślickiego województwa sandomierskiego.

## Odznaczenia
3 sierpnia 1762 roku otrzymał Order Orła Białego. 16 marca 1774 roku otrzymał Order Świętego Stanisława.